# Pařanka Marge
Pařanka Marge (v anglickém originále Marge Gamer) je 17. díl 18. řady (celkem 395.) amerického animovaného seriálu Simpsonovi. Scénář napsal J. Stewart Burns a díl režíroval Bob Anderson. V USA měl premiéru dne 22. dubna 2007 na stanici Fox Broadcasting Company a v Česku byl poprvé vysílán 14. prosince 2008 na stanici ČT2.

## Děj
Ve škole se koná sraz SRPŠ. Rodiče jsou vyzváni, aby na seznam napsali své e-mailové adresy. Marge ale žádný e-mail nemá, a tak se rozhodne koupit si počítač. Internetem je přímo unesena. Zjistí, že může levně nakupovat, a narazí na web, na němž si prohlédne svůj dům z vesmíru a uvidí na zahradě nahého Homera. Neustále kontroluje svou e-mailovou schránku a přitom ji zaujme inzerát na on-line hru Říše Země země. Začne ji hrát a stane na ní závislá. Hraje celé dny a noci. Později zjistí, že ve hře jsou i další postavy z města, například Apu, Haďák, Edna, Seymour (v podobě krocana) nebo Vočko. Když do města přijede Temný rytíř, všichni se schovají. Apu řekne Marge, že je to nejobávanější postava ve hře. Poté, co Temný rytíř zabije Seymoura, je Marge znechucená a hru vypne. Vezme koš s prádlem a jde do koupelny. Když míjí Bartův pokoj, zjistí, že Bart je Temným rytířem. Rozhodne se ho ve hře navštívit, Barta to ale naštve. Navíc ho ve městě ztrapňuje před jeho nohsledy.
Mezitím se Líza rozhodne začít hrát kopanou. Inspiroval ji film Blafuj jako Beckham. Homer ji vezme na hřiště. Schází jim ale rozhodčí, a tak se této role ujme Homer, jenž ale vůbec nezná pravidla. Snaží se dát gól a jeho fyzická kondice je špatná. Líza je kvůli tomu zklamaná. Při příštím zápase už Homer pravidla zná, jelikož hodiny sledoval fotbal v televizi, aby hru pochopil. Pak ale jednou Líza spadne a Homer myslí, že šlo o faul. Líza toho začne zneužívat. Na hřiště přijde Ronaldo a přesvědčí Homera, že Líza simuluje, a ten udělí Líze červenou kartu. Ona se na něj znovu naštve.
Mezitím Bart ve hře zjistí, že Marge zničila jeho síň trofejí. Vyzdobila ji z balíčku Hello Kitty. Bart začne výzdobu ničit svým řemdihem a nechtěně přitom zasáhne Marge, která zemře a naštve se na něj.
Líza se zlobí na Homera a Marge se zlobí na Barta, tak se rozhodnou jít to zapít k Vočkovi. Vočko jim poradí, jak si je obě získat zpět. Oba si pochvalují jeho rady a zavtipkují si, kam zmizel starý Vočko. Ten je ale skutečně svázaný v zadní místnosti baru.
Homer koupil pro Lízu DVD s filmem o fotbalových nepokojích a Líza zjistí, že chyba byla na její straně. Bart se rozhodne darovat Marge ve hře 2/3 své životní síly. Obyvatelé města toho ale zneužijí a Barta zabijí. Marge Bartovi slíbí, že pomstí jeho smrt.

## Kulturní odkazy a přijetí
Hra Říše Země země, na které se Marge stane závislou, je parodií na videohru World of Warcraft.
Díl během premiéry sledovalo 6,4 milionu diváků. Robert Canning ze serveru IGN mu udělil hodnocení 4,5 z 10.
Adam Finley z TV Squad měl pocit, že „příběh Homera a Lízy mohl fungovat lépe jako hlavní zápletka, ale i tato část dílu byla ztížena příšerným hostujícím hlasem fotbalisty Ronalda“. Dále uvedl: „Nesnáším, když v Simpsonových hostují neherci. (…) Špatný hlasový projev se stává mnohem větším rušivým elementem.“.
V roce 2007 Simon Crerar z deníku The Times zařadil Ronaldovo vystoupení mezi třiatřicet nejvtipnějších cameí v historii seriálu.